# اعتناق الإسلام
اعتناق الإسلام هو التحول الديني لشخص لم يكن مسلماً إلى الإسلام وقبوله كدين له، واختياره كعقيدة دينية والإيمان بصحته.

## المتطلبات
يشترط لاعتناق الإسلام إعلان الشهادتين، وذلك بأن يقول: "أشهد أن لا إله إلا الله؛ وأشهد أن محمداً رسول الله"، ولا يتطلب ذلك أن يكون أمام أحد العلماء أو أمام المحكمة أو أي جهة أخرى، لكنه قد يحتاج فيما بعد إلى شهادة تثبت أنه مسلم. ويعتقد المسلمون أن كل شخص يولد مسلماً، ويعتبر الختان في الإسلام من السُّنة، حيث لم يرد النص عليه إلا في السنة النبوية. ويرى أغلب علماء الإسلام أن الختان ليس مطلوبًا عند الدخول في العقيدة الإسلامية.

## أنشطة الدعوة الإسلامية
الدعوة هي عمل يتجلى في دعوة الناس إلى اعتناق الإسلام. والغرض منها في المذاهب الإسلامية العقائدية هو دعوة الناس، سواء كانوا مسلمين أو غير مسلمين، لفهم الدين الإسلامي وعبادة الله كما ورد في القرآن الكريم والسنة النبوية التي جاء بها النبي محمد.
الدعوة باعتبارها "دعوة إلى الله" هي الوسيلة التي بدأ بها الرسول محمد في نشر رسالة القرآن للبشرية. وبعد ذلك، تحمل أتباعه والجالية المسلمة مسؤولية "الدعوة إلى الله". ينقلون رسالة القرآن من خلال تقديم معلومات عن سبب دعوة القرآن إلى التوحيد وكيفية توحيد الله وعبادته.
يرى النبي محمد أن الإسلام هو الدين الحقيقي ورسالة جميع الأنبياء السابقين. ويعتقد المسلمون أن دعوة الأنبياء كانت مقتصرة على قومهم ولكن دعوة الرسل هي دعوة عالمية. وكانت مهمة الرسول محمد باعتباره خاتم الأنبياء والمرسلين أن يكرر للعالم أجمع هذه الدعوة والدعوة إلى الإسلام. حيث دعى العديد من الحكام غير المسلمين، إلى الدخول في الاسلام.

## معدل اعتناق الإسلام
يعد حساب عدد المتحولين إلى دين أمرًا صعبًا، لأن بعض التعدادات الوطنية تسأل الناس عن دينهم ، لكنهم لا يسألون عما إذا كانوا قد تحولوا إلى دينهم الحالي، وفي بعض البلدان، تجعل العواقب القانونية والاجتماعية التحول أمرًا صعبًا، مثل عقوبة الإعدام لترك الإسلام في بعض البلدان الإسلامية. البيانات الإحصائية حول التحول إلى الإسلام ومنه نادرة.
وفقًا لدراسة نُشرت في عام 2011 من قبل مركز بيو للأبحاث، تشير المعلومات القليلة المتاحة إلى أن التحول الديني ليس له تأثير صاف على السكان المسلمين في العالم لأن عدد الأشخاص الذين اعتنقوا الإسلام يشبه تقريبًا أولئك الذين يتركون الإسلام. وفقًا لدراسة أخرى نُشرت في عام 2015 من قبل مركز بيو للأبحاث، من المتوقع أن يشهد الإسلام مكاسب متواضعة من 3 ملايين معتنق من خلال التحول الديني بين عامي 2010 و2050، على الرغم من أن هذا التأثير المتواضع سيجعل الإسلام، مقارنة بالأديان الأخرى ، ثاني أكبر ديانة من حيث المكاسب الصافية من خلال التحول الديني بعد غير المنتسبين إلى دين، والتي من المتوقع أن تحقق أكبر مكاسب صافية من خلال التحول الديني.
وفقًا لصحيفة نيويورك تايمز، فإن ما يقدر بنحو 25 ٪ من المسلمين الأمريكيين هم من المتحولين إلي الإسلام. في بريطانيا، يعتنق 6000 شخص الإسلام سنويًا، ووفقًا لمقال في يونيو 2000 في المسح الشهري للمسلمين البريطانيين، فإن غالبية المسلمين الجدد في بريطانيا كانوا من النساء. وفقًا لهافينغتون بوست، «يقدر المراقبون أن ما يصل إلى 20 ألف أمريكي يعتنقون الإسلام سنويًا».
وفقًا لـ مركز بيو للأبحاث، فإن «عدد الأمريكيين الذين تحولوا إلى الإسلام يساوي تقريبًا عدد المسلمين الأمريكيين الذين يتركون الدين، على عكس الديانات الأخرى، حيث يكون عدد المغادرين أكبر من عدد المتحولين». 77٪ من المتحولين الجدد للإسلام هم من المسيحية، بينما 19٪ من الا دينية. بالمقابل، 55٪ من المسلمين الذين تركوا الإسلام أصبحوا لا دينيين، و 22٪ تحولوا إلى المسيحية. تظهر بيانات المسح الاجتماعي العام في الولايات المتحدة أن 32٪ ممن نشأوا كمسلمين لم يعودوا يعتنقون الإسلام في مرحلة البلوغ، و 18٪ ليس لديهم هوية دينية.
وفقًا للمؤرخ جيفري بلايني من جامعة ملبورن منذ الستينيات، كانت هناك زيادة كبيرة في عدد التحويلات من الإسلام إلى المسيحية، في الغالب إلى الأشكال الإنجيلية والعنصرية. العديد من المسلمين الذين اعتنقوا المسيحية يتعرضون للاضطهاد الاجتماعي والحكومي. وفقًا لعام 2015 المؤمنون بالمسيح من خلفية إسلامية ": دراسة تعداد عالمية نشرها معهد جامعة بايلور لدراسات الدين، تشير التقديرات إلى تحول 10.2 مليون مسلم إلى المسيحية بناءً على بيانات تبشيرية عالمية. في حين أنه وفقًا لموسوعة غينيس، زاد عدد الأشخاص الذين اعتنقوا الإسلام بنحو 12.5 مليون شخص ممن اعتنقوا المسيحية بين عامي 1990 و 2000.
على الرغم من ذلك، لا يزال الإسلام، على المستوى العالمي، ثاني أكبر عدد من المتحولين إلى الدين، حيث زاد عدد الأشخاص الذين تحولوا إلى الإسلام بنحو 420 ألفًا عن الذين تركوا الإسلام بين عامي 2015 و 2020. بلغ عدد الأشخاص (7570.000) الذين تحولوا من "ديني" إلى "غير منتسبين". في عام 2010، وجد منتدى بيو أن «البيانات الإحصائية عن اعتناق المسلمين شحيحة ووفقًا لمعلوماتهم القليلة المتاحة، لا يوجد مكاسب أو خسارة كبيرة للمسلمين بسبب التحول الديني». كما ذكر أيضًا أن «عدد الناس الذين يعتنقون الإسلام وعدد الذين يتركون الإسلام متساوون تقريبًا». هكذا، من المحتمل ألا يكون لتغيير الناس دياناتهم أي تأثير على نمو السكان المسلمين، حيث أن عدد الأشخاص الذين اعتنقوا الإسلام يشبه تقريبًا أولئك الذين تركوا الإسلام. وجدت دراسة أخرى أن عدد الأشخاص الذين يتركون الإسلام هو 9،400،000 وعدد المتحولين إلى الإسلام 12،620،000 لذا فإن صافي مكاسب الإسلام من خلال التحول يجب أن يكون 3 ملايين بين عامي 2010 و 2050، معظمهم من أفريقيا جنوب الصحراء (2.9) مليون).
وفقًا لمسح أجراه مركز بيو للأبحاث عام 2017، بين عامي 2010 و 2015 "وُلد ما يقدر بنحو 213 مليون طفل لأمهات مسلمات وتوفي ما يقرب من 61 مليون مسلم، مما يعني أن الزيادة الطبيعية في عدد السكان المسلمين - أي عدد المواليد مطروحًا منه العدد من الوفيات - كان 152 مليون خلال هذه الفترة "، وأضافت مكاسب صافية صغيرة من خلال التحول الديني إلى الإسلام (420.000). وفقًا لمسح أجراه مركز بيو للأبحاث عام 2017 ، بحلول عام 2060 سيظل المسلمون ثاني أكبر ديانة في العالم . وإذا استمرت الاتجاهات الحالية فإن عدد المسلمين سيصل إلى 2.9 مليار (أو 31.1٪).
أُفيد في عام 2013 أن حوالي 5000 بريطاني يعتنقون الإسلام كل عام، ومعظمهم من النساء. وفقًا لإحصاء سكاني سابق عام 2001، وجدت الدراسات الاستقصائية أن هناك زيادة قدرها 60.000 تحول إلى الإسلام في المملكة المتحدة. قال العديد ممن تحولوا إلى الإسلام إنهم عانوا من عداء عائلاتهم. وفقًا لتقرير صادر عن شبكة سي إن إن ، "لقد اجتذب الإسلام المتحولين من جميع مناحي الحياة ، وعلى الأخص الأمريكيون من أصل أفريقي". قدرت الدراسات أن حوالي 30 ألف شخص يعتنقون الإسلام سنويًا في الولايات المتحدة. وفقًا لصحيفة نيويورك تايمز ، يقدر أن 25٪ من المسلمين الأمريكيين اعتنقوا الإسلام، هؤلاء المتحولين هم في الغالب أميركيون من أصل أفريقي. وفقًا لهافينغتون بوست ، "يقدر المراقبون أن ما يصل إلى 20 ألف أمريكي يعتنقون الإسلام سنويًا." ، معظمهم من النساء والأمريكيين من أصل أفريقي. يقول الخبراء أن معدل التحول إلى الإسلام قد تضاعف في السنوات الخمس والعشرين الماضية في فرنسا ، فمن بين ستة ملايين مسلم في فرنسا ، هناك حوالي 100000 معتنق للإسلام. من ناحية أخرى ، وفقًا لمركز بيو للأبحاث، فإن «عدد الأمريكيين الذين اعتنقوا الإسلام يساوي تقريبًا عدد المسلمين الأمريكيين الذين تركوا الإسلام وهذا على عكس الديانات الأخرى في الولايات المتحدة حيث عدد الذين يتركون هذه الأديان أكبر من عدد الذين اعتنقوها»، «ومعظم الأشخاص الذين يتركون الإسلام يصبحون غير منتسبين»، وفقًا للدراسة نفسها، كان من المرجح أن يكون المسلمون السابقون مسيحيين مقارنة بالهندوس السابقين أو اليهود السابقين.
وفقًا للتوقعات الدينية لعام 2050 من قبل مركز بيو للأبحاث، من المتوقع بين عامي 2010 و 2050 تحقيق مكاسب صافية متواضعة من خلال التحول الديني للمسلمين (3 ملايين) ومعظم المكاسب الصافية من خلال التحول الديني للمسلمين الموجودة في أفريقيا جنوب الصحراء الكبرى (2.9 مليون).
دارين شركت تساءل في مجلة فورين أفيرز عما إذا كانت بعض توقعات نمو المسلمين دقيقة لأنها لا تأخذ في الاعتبار العدد المتزايد من المسلمين غير المتدينين. لا يوجد بحث كمي، لكنه يعتقد أن الاتجاه الأوروبي يعكس الاتجاه الأمريكي: تظهر بيانات من المسح الاجتماعي العام في الولايات المتحدة أن 32 بالمائة من أولئك الذين نشأوا مسلمين لم يعودوا يعتنقون الإسلام في مرحلة البلوغ، و 18 بالمائة لا يحملون هوية دينية. العديد من المسلمين الذين يتركون الإسلام يواجهون الرفض الاجتماعي أو السجن وأحيانًا القتل أو عقوبات أخرى. بحسب الأستاذ في جامعة هارفارد روبرت د. بوتنام، هناك أعداد متزايدة من الأمريكيين الذين يتركون عقيدتهم ويصبحون غير منتسبين، والأميركي الإيراني العادي أقل تديناً قليلاً من الأمريكي العادي. وفقًا لتحالف الشؤون العامة للأمريكيين الإيرانيين، انخفض عدد المسلمين الأمريكيين الإيرانيين من 42٪ في عام 2008 إلى 31٪ في عام 2012 وفقًا لمسح عبر الهاتف حول منطقة لوس أنجلوس. أظهر استطلاع على الإنترنت في يونيو 2020 أن نسبة أقل بكثير من الإيرانيين الذين صرحوا بأنهم يؤمنون بالإسلام، حيث أشار نصف الذين شملهم الاستطلاع إلى أنهم فقدوا عقيدتهم الدينية. الاستطلاع، الذي أجرته مجموعة GAMAAN (مجموعة لتحليل وقياس المواقف في إيران) ومقرها هولندا ، باستخدام الاقتراع عبر الإنترنت لتوفير قدر أكبر من عدم الكشف عن هويته للمستجيبين ، شمل 50.000 إيراني ووجد أن 32٪ من الشيعة و 5٪ من السنة و 3٪ على أنهم من الشيعة . مسلم صوفي. وجدت دراسة استقصائية أجراها مركز بيو للأبحاث في عام 2017 أن التحول له تأثير سلبي على نمو السكان المسلمين في أوروبا، حيث زاد عدد الأشخاص الذين تركوا الإسلام عن اعتناق الإسلام بين عامي 2010 و 2016 بنحو 160 ألف شخص. وفقًا لتوقعات دينية لعام 2050 من قبل مركز بيو للأبحاث لا يضيف التحول بشكل كبير إلى نمو السكان المسلمين في أوروبا، وفقًا لنفس الدراسة، فإن صافي الخسارة هو (60،000) بسبب التحول الديني.